# Asociace evropských novinářů
Asociace evropských novinářů (založena 1961, San Remo) je organizace podporující zájmy novinářů zapojených do evropských záležitostí. Je to nevládní organizace v operativních vztazích s UNESCO a má poradní status v Radě Evropy. Má pobočky v různých zemích po celé Evropě.